# Le Messager (Lewiston)
Pour les articles homonymes, voir Le Messager.
Le Messager est un journal américain de langue française de la ville de Lewiston, dans l'État du Maine. Quotidien, puis hebdomadaire, il a paru de 1880 à 1966.